# بوب كارب
بوب كارب (بالإنجليزية: Bob Karp)‏ هو فنان قصص مصورة وكاتب سيناريو أمريكي، ولد في 1911، وتوفي في 1975.